# Rudolf Maria Breithaupt
Rudolf Maria Breithaupt (* 11. August 1873 in Braunschweig; † 2. April 1945 in Ballenstedt) war ein deutscher Komponist und Musikpädagoge (Klavier).

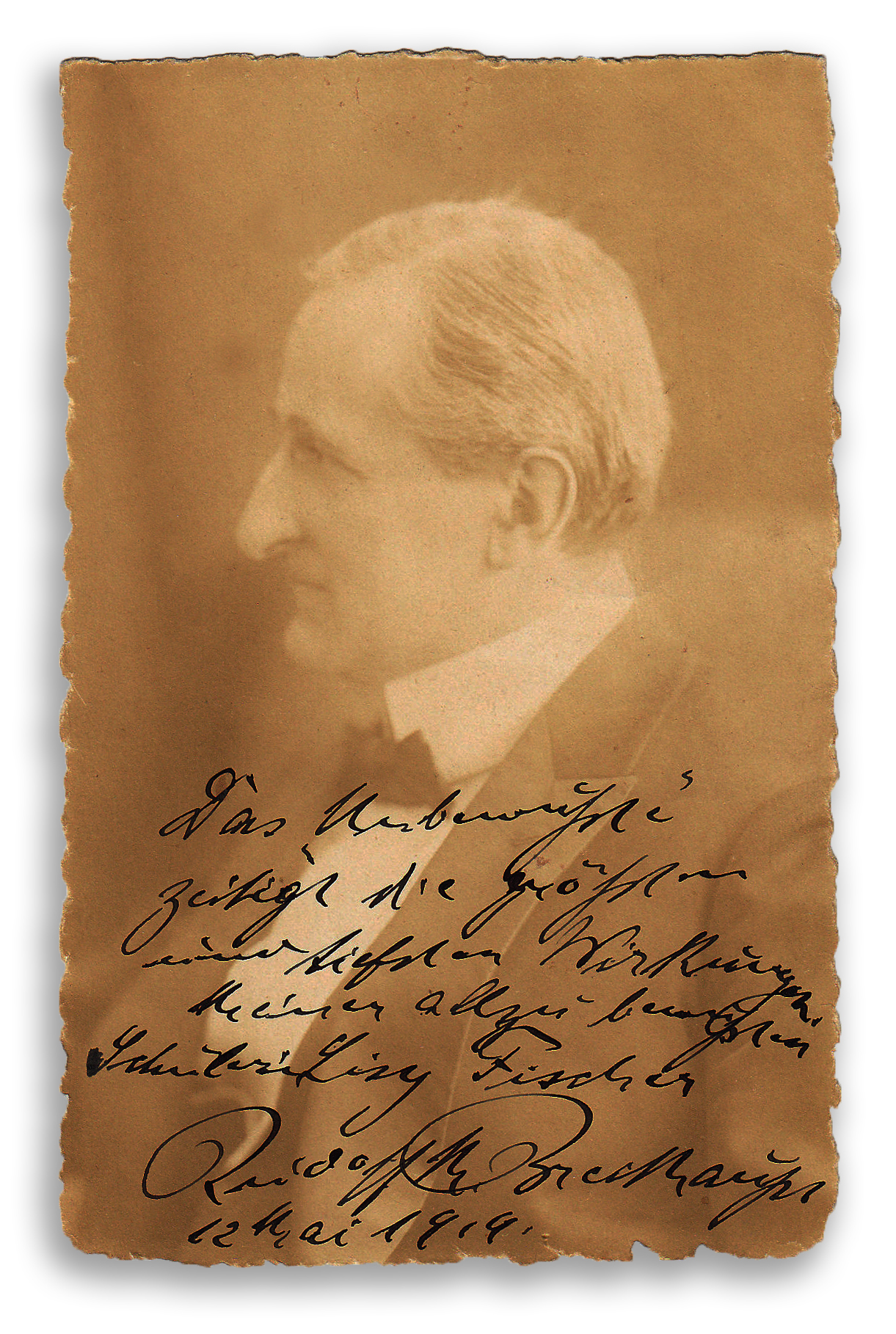
Rudolf Maria Breithaupt

## Leben
Breithaupt besuchte das Gymnasium in Braunschweig. Er studierte an den Universitäten Jena, Leipzig und Berlin Rechtswissenschaft, anschließend Philosophie, Psychologie und Kunst- und Musikwissenschaften. Seine Lehrer waren die Musikwissenschaftler Hugo Riemann und Hermann Kretzschmar. Am Leipziger Konservatorium war Breithaupt seit 1897 Schüler von Robert Teichmüller, Salomon Jadassohn und Oscar Paul. 1903 nahm er an Klavierkursen bei Elisabeth Caland teil. Breithaupt war zwischen 1904 und 1911 an der Universität Berlin tätig und später mindestens von 1919 bis 1938 als Klavierlehrer am Stern’schen Konservatorium in Berlin.

## Werke
- Die natürliche Klaviertechnik. Überarb. u. erw. Auflage. Leipzig 1905. Band 1: Handbuch der modernen Methodik und Spielpraxis für Künstler und Lehrer, Konservatorien und Institute, Seminare und Schulen, Leipzig 1912.
- Die natürliche Klaviertechnik. Band 2: Die Grundlagen des Gewichtsspieles. 1909.
- Praktische Studien zur natürlichen Klaviertechnik. 5 Hefte, 1916–1921.
- Moderne Klavieristen. Teresa Carreño. In: Die Musik, 1903, Band 3.
- Frédéric Chopin. In: Die Musik, 1908/1909, Band 8, Heft 1, S. 3–14.

## Schüler
- Kees Boeke
- Kees van Baaren
- Ernst Fischer
- Kurt Johnen
- André Previn
- Arnold Walter
- Grete von Zieritz
- Josef Zmigrod